# Erich von dem Bach-Zelewski
Erich von dem Bach-Zelewski (1. marts 1899 i Lauenburg (i dag Lębork), Pommern – 8. marts 1972 i München) var en tysk SS-officer, SS-Obergruppenführer (1941) og general i politiet.
I 1930 meldte han sig ind i NSDAP og året efter sluttede han sig til SS. Efter Nazi-Tysklands angreb på Sovjetunionen i juni 1941 organiserede og ledede Bach-Zelewski massakrer i Rusland og Baltikum. I oktober 1942 erklærede han Letland "jødefrit". I juli 1943 blev han udnævnt til øverste chef for partisanbekæmpelse. Den 2. august 1944 blev han chef for de tyske tropper som slog oprøret ned i Warszawa. For dette blev han 30 september 1944 tildelt Ridderkorset af Jernkorset.
I 1945 blev Bach-Zelewski arresteret af de allierede. Mod at vidne for anklagersiden i Nürnbergprocessen undslap han tiltale for krigsforbrydelser. Men i slutningen af 1950'erne blev han imidlertid tiltalt for en række politiske mord begået i 1930'erne. I 1962 blev han dømt til fængsel på livstid. Ti år senere døde han i fængslet i München.